# Rheinniederungskanal (Pfinz-Saalbach-Korrektion)
Der Rheinniederungskanal ist ein Entwässerungskanal im Nordwesten des Landkreises Karlsruhe zwischen Eggenstein-Leopoldshafen und Philippsburg. Er entstand während der Pfinz-Saalbach-Korrektion (1934–1962)  aus der Verbindung vorhandener Entwässerungssysteme. Der Kanal liegt vollständig in der Oberrheinischen Tiefebene im Naturraum Nördliche Oberrheinniederung, der örtlich meist als Tiefgestade bezeichnet wird.

## Definitionen des Gewässerverlaufs
Laut dem Wassergesetz für Baden-Württemberg beginnt der Rheinniederungskanal an der Hafendammschleuse bei Leopoldshafen ⊙ und endet an der Mündung in den Rhein ⊙. Die Pfinz wird im Gesetz als Nebenfluss des Rheinniederungskanals angesehen. Dieser Definition folgt die Beschriftung in den Topographischen Karten.
Die Festlegung des Gewässerverlaufs im Amtlichen Digitalen Wasserwirtschaftlichen Gewässernetz (AWGN) unterscheidet sich in drei Punkten:
1. Der südliche Teil des Rheinniederungskanals mündet bei Dettenheim-Rußheim in die Pfinz, die dem AWGN zufolge über den Rußheimer Altrhein in den Rhein entwässert. Dadurch existieren im AWGN zwei Teile des Rheinniederungskanals mit unterschiedlichen Gewässerkennziffern.
2. Der nördliche Teil des Kanals zweigt von der Pfinz im Bereich des Rußheimer Altrheins ab und ist als Zufluss des Saalbachs definiert, so dass die Mündung dieses Kanalteils im Philippsburger Altrhein nordöstlich von Philippsburg liegt.
3. Dem südlichen Teil wird einer der Zuflüsse zur Hafendammschleuse zugerechnet, so dass der Kanal auch Gewässer mit den lokalen Namen Reblach Nord, Reblach, Eggensteiner Altrhein[LUBW 3] und Niederauwasser[4] umfasst.

## Gewässerverlauf
Der Rheinniederungskanal nimmt seinen Ausgang im Niederauwasser, einem kurzen Stück eines Altrheinbogens, das sowohl im Norden wie auch im Süden vom Rheindamm XXX begrenzt wird. Der Kanal fließt nach Nordosten und unterquert den Hafendamm, eine Verbindung zwischen dem Rheindamm XXX und dem Ortskern von Leopoldshafen. Am Ortsrand von Leopoldshafen mündet von rechts der Bachkanal.
Nördlich von Leopoldshafen schwenkt der Rheinniederungskanal in den Linkenheimer Altrhein (auch Toter Rhein genannt) ein und umfließt in zwei gegenläufigen Bögen den Baggersee Mittelgrund am linken und den Streitköpflesee am rechten Ufer. Am Ende des Linkenheimer Altrheins passiert der Kanal in der Dyckerhoff-Schleuse den Rheindamm XXIX, einen Binnendeich, der den Rheinhauptdamm mit dem hochwasserfreien Gebiet der Hardtebenen verbindet.
Auf knapp einem Kilometer Länge und in einem Abstand von rund 600 Metern verläuft der Kanal parallel zum Rhein und passiert dabei den am rechten Ufer liegenden Rohrköpflesee, einen weiteren Baggersee. Westlich von Linkenheim entfernt sich der Kanal wieder vom Rhein, wendet sich nach Nordosten und folgt einem alten Lauf des Rheins. Nördlich des Flugplatzes Linkenheim mündet von rechts das Östliche Herrenwasser, das die Fortsetzung des vom Rheinniederungskanal genutzten alten Rheinlaufs in Gegenrichtung durchfließt.
Ab dem Flugplatz in nördlicher Richtung verlaufend, durchquert der Rheinniederungskanal in zwei langen Geraden das überwiegend landwirtschaftlich genutzte Gebiet zwischen Liedolsheim und der aufgegebenen Ortschaft Alt-Dettenheim. Am linken Ufer liegen zwei weitere Baggerseen, der Gießensee und der Baggersee Gießen.
Westlich von Rußheim mündet von rechts und Südosten die Pfinz in den Rheinniederungskanal. Unmittelbar anschließend unterquert der Kanal in einem Düker den von den Rheindämmen XXX und XXXI eingefassten Saalbachkanal, den Hochwasserentlastungskanal der Saalbach. Nach dem Düker verläuft der Kanal zunächst parallel zum Rußheimer Altrhein und vereinigt sich dann mit diesem.
Die Fortsetzung des Kanals trägt den lokalen Namen Jägerschrittkanal; sie zweigt an der Jägerschrittschleuse rund 600 Meter südöstlich der untergegangenen Ortschaft Knaudenheim vom Rußheimer Altrhein ab. Ab der Jägerschrittschleuse ist der Rheinniederungskanal von Hochwasserschutzdämmen gesäumt. Nach der Unterquerung der Bundesstraße 35 mündet bei Huttenheim von rechts der Verlängerte Pfinzkanal. Nunmehr nördliche Richtung einschlagend, passiert der Rheinniederungskanal einen Wald, verläuft dann am Westrand des Stadtgebiets von Philippsburg, unterquert dabei die Bruhrainbahn und mündet dann in den Philippsburger Altrhein.
Der Philippsburger Altrhein, ein zunächst nach Osten, dann nach Norden verlaufender Mäander, passiert die namensgebende Stadt an deren Nordrand und nimmt dann die von rechts und Süden kommende Saalbach auf. In Höhe von Oberhausen liegt das Schöpfwerk Philippsburg, das die Entwässerung der Rheinniederung bei Rheinhochwasser sicherstellt. Unterhalb des Schöpfwerks liegt links die Rheininsel Korsika. Oberhalb und unterhalb der Insel ist der Altrhein mit dem Baggersee „Insel Korsika“ (Krieger) verbunden, an den der Polder Rheinschanzinsel über sein Ein- und Auslassbauwerk angeschlossen ist. Bei Rheinkilometer 391,8 mündet der Altrhein und damit der Rheinniederungskanal von rechts und Osten in den Rhein.
Der Rußheimer Altrhein liegt vollständig innerhalb des Naturschutzgebiets Rußheimer Altrhein-Elisabethenwört. Mehrere Teilstücke des Rheinniederungskanals gehören zum Landschaftsschutzgebiet Rheinaue nördlich von Karlsruhe: Der Abschnitt südlich der Hafendammschleuse bei Leopoldshafen, der Linkenheimer Altrhein zwischen Leopoldshafen und der Dyckerhoff-Schleuse, ein Teilstück südlich der Neuen Mittelgründsbrücke bei Linkenheim sowie ein Abschnitt bei Rußheim am Düker unter dem Saalbachkanal.

## Zuflüsse

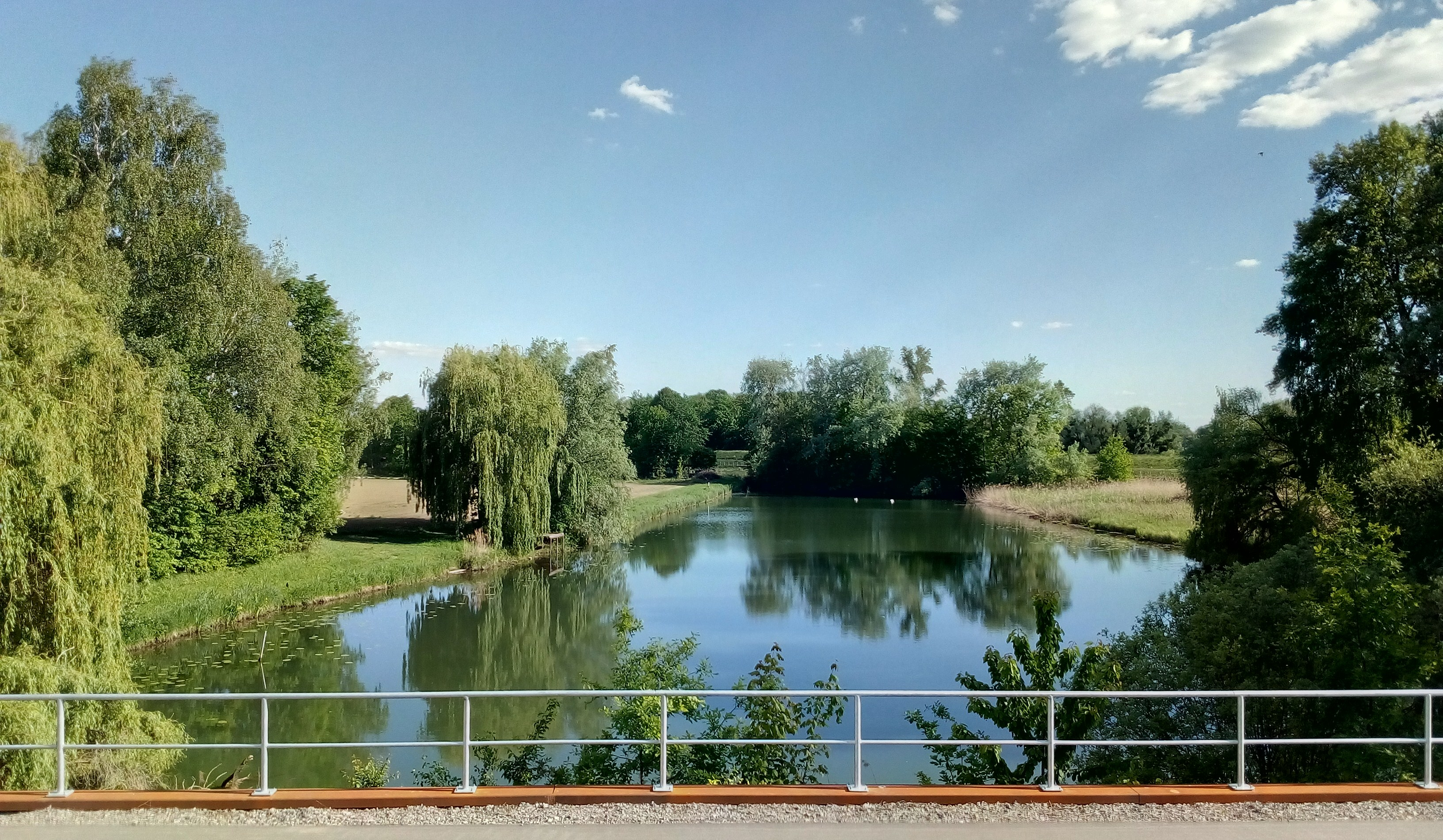
Niederauwasser, vom Rheindamm XXX aus gesehen.

Der Ausgangspunkt des Rheinniederungskanals, das Niederauwasser, ist die Fortsetzung des Eggensteiner Altrheins und mit diesem über einen Düker verbunden, der den Pfinz-Entlastungskanal unterquert. Der rund 3,5 Kilometer lange Altrhein entstand 1817 beim Durchbruch eines Mäanders im Bereich des heutigen Schmugglermeers. Niederauwasser und Eggensteiner Altrhein waren von der Verlandung bedroht und wurden zwischen 2005 und 2009 entschlammt. Dabei wurde der Altrhein an den Albkanal angebunden und wird seitdem mit 0,1 bis 0,3 Kubikmeter Rheinwasser pro Sekunde beschickt, um den Nährstoffgehalt zu senken.
Bei Eggenstein mündet von rechts die Reblach in den Eggensteiner Altrhein, den gemeinsamen Unterlauf zweier Entwässerungsgräben, die als Reblach Nord und Reblach Süd bezeichnet werden. Die Gräben verlaufen in breiteren Rinnen alter Rheinarme, die 1817 als Altwasser bezeichnet wurden und bereits damals eingedeicht waren.
Der Bachkanal mündet bei Leopoldshafen in den Rheinniederungskanal. Im Oberlauf als Weißer Graben bezeichnet, entwässert der Bachkanal zusammen mit mehreren Nebengräben den Rand der Rheinniederung am Übergang zum Naturraum Hardtebenen nördlich des Karlsruher Stadtteils Neureut. Das einschließlich des Oberlaufs 6,7 Kilometer lange Gewässer durchfließt mehrere, heute meist zerstörte Moore: das Neureuter Moor, den Füllbruch zwischen Neureut und Eggenstein sowie die Bösen Allmendwiesen zwischen Eggenstein und Leopoldshafen.
Eine Querverbindung zum Rhein besteht westlich von Linkenheim über Gräben, die den Altrhein Insel Rott über das rund einen Hektar große Stillgewässer Mittelgründloch mit dem Rheinniederungskanal verbinden. Die Verbindung an der früheren Metz-Doppelschleuse wurde 2009 zunächst provisorisch und mittlerweile bei der Sanierung des Rheindamms XXX endgültig wiederhergestellt. Ziel war ein Biotopverbund zwischen Rheinsystem und der Altaue, wobei dem Rheinniederungskanal als durchgehendem Vorfluter eine wichtige Funktion im Rahmen der Biotopvernetzung zugesprochen wird. Zudem sollte nährstoffarmes Rheinwasser in das Mittelgründloch geleitet werden.
Das Östliche Herrenwasser mündet am Flugplatz Linkenheim von rechts in den Rheinniederungskanal. Das 7,1 Kilometer lange Gewässer zweigt bei Leopoldshafen vom Rheinniederungskanal ab und entwässert ähnlich wie der Bachkanal den Randbereich der Rheinniederung. In der Höhe von Linkenheim besteht mit dem knapp zwei Kilometer langen Altäckergraben eine Querverbindung zwischen Östlichem Herrenwasser und dem Rheinniederungskanal. Bei Hochstetten mündet der ebenfalls knapp zwei Kilometer lange Beyngraben (Gradnausbruchgraben) von rechts in das Östliche Herrenwasser. Er entsteht im Gradnausbruch, einem mit Erlen und Pappeln bestockten Moor nördlich von Hochstetten.
In Höhe von Liedolsheim mündet von rechts der gut zwei Kilometer lange Erlenbuschgraben, der das Gebiet westlich des Liedolsheimer Ortskerns entwässert. In ungefähr gleicher Höhe mündet von links ein namenloser Graben, der ein Abfluss des Königsees im Naturschutzgebiet Altrhein-Königsee ist. Ein weiterer, ebenfalls namenloser Abfluss des Königsees mündet weiter nördlich in den Rheinniederungskanal.
Wichtigster Zufluss des Rheinniederungskanals ist die Pfinz, die westlich von Rußheim von rechts einmündet. Der rund 54 Kilometer lange Fluss entspringt am Nordrand des Schwarzwalds, durchfließt den südlichen Kraichgau und tritt bei Karlsruhe-Grötzingen in die Oberrheinebene ein.

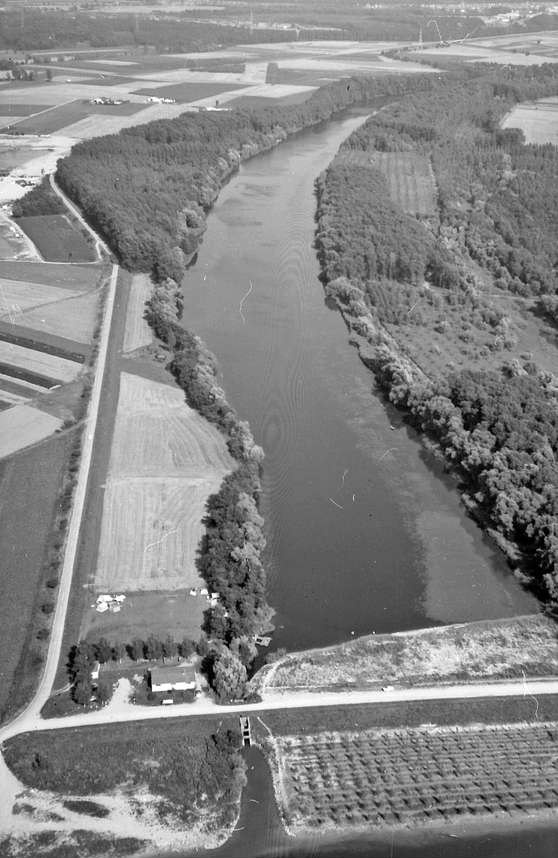
Der untere Teil des Rußheimer Altrheins, im Vordergrund die Kurfürstenbauschleuse (Fotograf: Willy Pragher, 1973).

Im Bereich der Rheininsel Elisabethenwörth und des Rußheimer Altrheins bestehen drei Querverbindungen zwischen dem Rheinsystem und dem Rheinniederungskanal: Knapp oberhalb der Einmündung der Pfinz zweigt vom Rheinniederungskanal eine Überleitung zum Saalbachkanal ab, die im Regelfall durch die Neue Dammschleuse geschlossen ist. Der Saalbachkanal mündet über den Baggersee Alter Minthesee in den Rhein. Vom Baggersee zweigt der Rußheimer Altrhein ab, der ebenfalls im Regelfall durch die Einlaufschleuse Rußheimer Altrhein verschlossen ist. Der untere Teil des Rußheimer Altrheins ist über die Kurfürstenbauschleuse an den Rhein angebunden. Die Kurfürstenbauschleuse wird nur bei hohen Rheinwasserständen geschlossen.
Der westlich von Huttenheim mündende Verlängerte Pfinzkanal entwässert große Teile der Grabener Bucht, einen Teil der Rheinniederung, der zwischen den Ortschaften Graben-Neudorf, Liedolsheim, Rußheim und Huttenheim liegt. Zudem ist der Kanal der Vorfluter der Alten Bach.

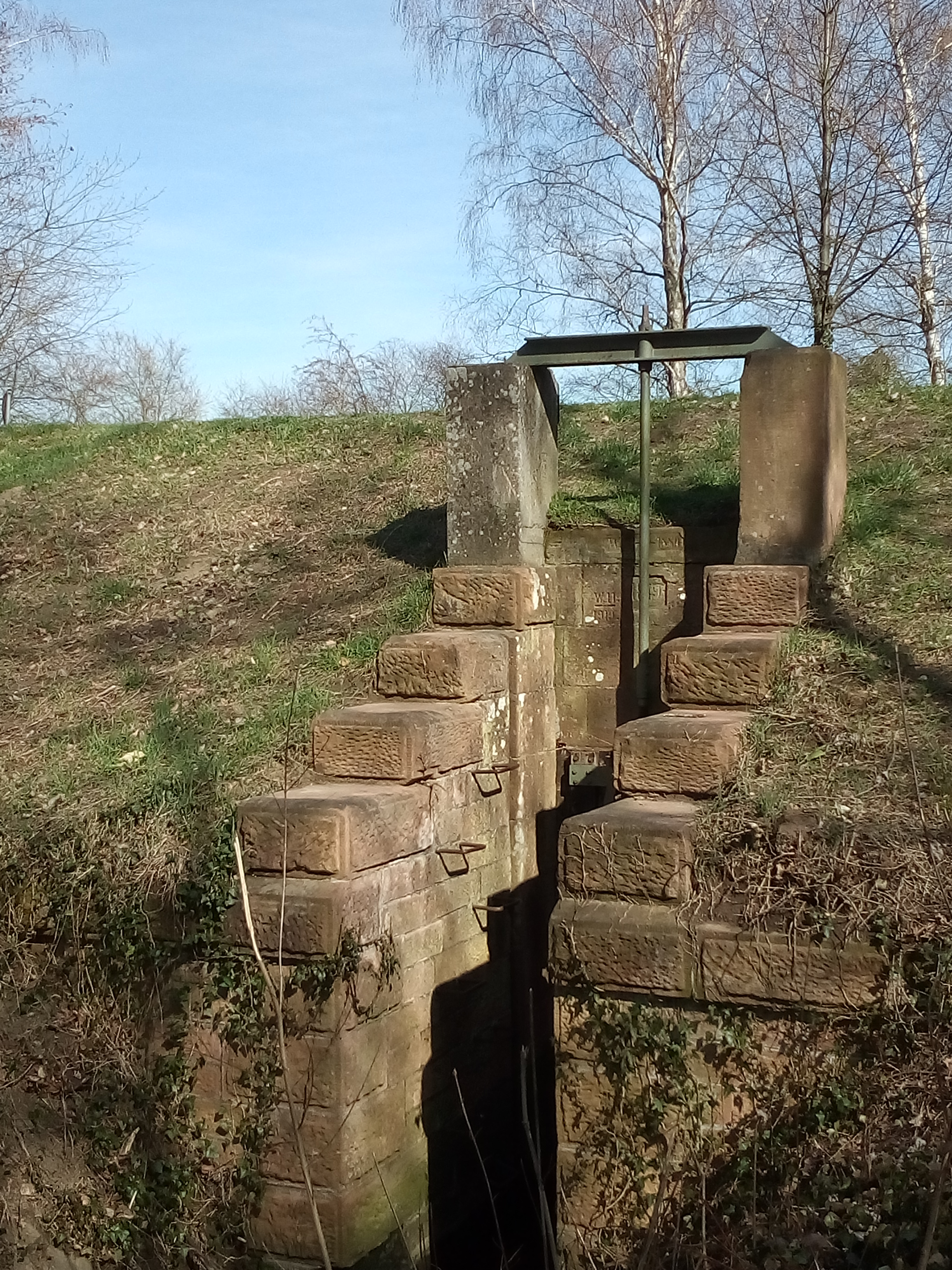
Schließe des Bruchgrabens (Gottesacker) zum Rheinniederungskanal, Baujahr 1879

Südlich von Philippsburg münden von rechts mit der Alten Pfinz, dem Bruchgraben (auch Gottesacker) und einem namenlosen Graben drei Gewässer, die das Gebiet zwischen Philippsburg und seinem Stadtteil Huttenheim entwässern. Das Gebiet lag im Umland der um 1800 geschleiften Festung Philippsburg und konnte zum Schutz der Festung künstlich überschwemmt werden.
Knapp oberhalb des Schöpfwerks Philippsburg mündet die Saalbach von rechts in den Philippsburger Altrhein. Sie entsteht in Bretten im Kraichgau als Zusammenfluss zweier Bäche und tritt bei Bruchsal in die Oberrheinebene ein.

## Geschichte
In seiner heutigen Form entstand der Rheinniederungskanal während der Pfinz-Saalbach-Korrektion aus der Verbindung von vorhandenen Entwässerungssystemen. Durch die Wasserbaumaßnahme sollte die Entwässerung der Rheinniederung verbessert werden, die durch Druckwasser des Rheins, die Tiefenlage und fehlende Vorflut gekennzeichnet war. Dies betraf insbesondere den Randbereich der Rheinniederung am Übergang zu den Hardtebenen. Ziel war eine sichere landwirtschaftliche Nutzung der als wertvoll angesehenen Auelehmböden in der Rheinniederung.
Ursprünglich sollte der Rheinniederungskanal bis zur Mündung des Wagbachs führen. 1955 wurde dieser Plan aufgegeben; stattdessen entstand bis 1962 das Schöpfwerk Philippsburg. Es wurde mit vier Pumpen ausgestattet, die jeweils fünf Kubikmeter pro Sekunde bei einer Förderhöhe von 2,56 Meter heben können. Damit sollte ein maximaler Binnenwasserstand von 6,0 Meter am Pegel Maxau erreicht werden. Der Rheinniederungskanal ist unterhalb der Mündung des Verlängerten Pfinzkanals für einen maximalen Abfluss von 28 Kubikmeter pro Sekunde dimensioniert.
Im Raum Leopoldshafen erfolgte die Entwässerung der Rheinniederung vor dem Bau des Kanals über den 1772 zum Altrhein gewordenen Linkenheimer Altrhein. Er mündete in das Rheinnebengewässer Langes Loch. Mit der Eindeichung entstand 1883 die Reitstegschleuse im heutigen Rheindamm XXX. Um 1925 wurde die Metz-Doppelschleuse mit einem Schöpfwerk gebaut, über die der Linkenheimer Altrhein in den Altrhein Insel Rott entwässerte. Hierzu entstand im Rheindamm XXIX die Wiesendeichschleuse. Um 1950 wurde die Wiesendeichschleuse zugunsten des Rheinniederungskanals und der Dyckerhoff-Schleuse aufgegeben.
Das Niederauwasser wurde spätestens 1882 an den Linkenheimer Altrhein angebunden. Der Damm, der das Niederauwasser nach Norden begrenzt, entstand vor 1840. Er umgab den Hafen von Leopoldshafen, der seinerzeit der bedeutendste Hafen der Region war, aber infolge von Versandung und der Konkurrenz der neugebauten Häfen in Karlsruhe rasch an Bedeutung verlor.
Ein zweiter Zulauf zur Metz-Doppelschleuse war der Vorfluter von Gewässern westlich von Linkenheim. Er wurde 2009 aus ökologischen Gründen wieder reaktiviert.
Im Raum Liedolsheim/Rußheim erfolgte um 1840 die Entwässerung noch durch mehrere, gewundene, nach Norden verlaufende Gräben. Vor 1866 wurde ein Kanal in der Trasse des heutigen Rheinniederungskanals gebaut, der anfänglich als Rheincanal, später auch als Abzugskanal und Herrenwasserkanal bezeichnet wurde.
Der Abschnitt des Rheinniederungskanals zwischen der Einmündung des Verlängerten Pfinzkanals und dem Philippsburger Altrhein war ursprünglich Teil des Pfinzkanals, der im Barock (Ende des 16. Jahrhunderts bis circa 1760/70) angelegt wurde. 1838 nahm er seinen Ausgang in einem überwiegend als Wiesen genutzten Gebiet östlich von Rußheim und nördlich der Pfinz. Während der Pfinz-Saalbach-Korrektion wurde der Jägerschrittkanal gebaut; der untere Teil des Pfinzkanals wurde dem Rheinniederungskanal zugeschlagen; der obere Teil gehört heute zum Verlängerten Pfinzkanal.

## Gewässergüte
2004 wurde der Rheinniederungskanal oberhalb der Pfinzmündung und unterhalb des Schöpfwerks Philippsburg in die Gewässergüteklasse II-III „kritisch belastet“  eingestuft. Der Abschnitt zwischen der Pfinzmündung und dem Schöpfwerk wurde der Gewässergüteklasse II „mäßig belastet“ zugeordnet.
Ab den 1960er Jahren wurden Abwässer des Kernforschungszentrums Karlsruhe über die Kläranlage von Eggenstein-Leopoldshafen in den Rheinniederungskanal geleitet. 94 Prozent des mit dem Abwasser emittierten Plutoniums sind im Schlammsediment des Linkenheimer Altrheins fixiert. Seit 2001 wird das Abwasser der Kläranlage direkt in den Rhein eingeleitet. Nach Angaben des baden-württembergischen Umweltministeriums von 2009 ist die „Dosisbelastung der Bevölkerung […] im Vergleich zur natürlicherweise vorhandenen Strahlenexposition vernachlässigbar gering“, so dass eine Sanierung des Linkenheimer Altrheins nicht erforderlich sei.
Die Kläranlagen von Dettenheim/Graben-Neudorf und Linkenheim-Hochstetten nutzen den Rheinniederungskanal beziehungsweise das Östliche Herrenwasser als Vorfluter.

## Fischbestand
Nach Angaben der Sportfischervereinigung Huttenheim 1926, die Pächterin des Rheinniederungskanals bei Philippsburg ist, sind die Hauptfischarten, wie für langsamfließende Gewässer typisch, Rotaugen und Brassen. Weiterhin kommen Aale, Rotfedern, Schleien, Güstern und Döbel sowie Gründlinge und Hasel vor. Als Raubfische werden Barsche, Hechte, Rapfen sowie seit einigen Jahren der Waller angetroffen. Für den Linkenheimer Altrhein wurden 2009 Groppe, Steinbeißer und Bitterling genannt.

### LUBW
Amtliche Online-Gewässerkarte mit passendem Ausschnitt und den hier benutzten Layern: Lauf des Rheinniederungskanals

Allgemeiner Einstieg ohne Voreinstellungen und Layer: Daten- und Kartendienst der Landesanstalt für Umwelt Baden-Württemberg (LUBW) (Hinweise)
1. 1 2 3 4  
Höhen ermittelt aus dem Digitalen Geländemodell der Online-Gewässerkarte.
2. 1 2  
Länge nach dem Layer Gewässernetz (AWGN).
3. ↑  
Lokale Namen nach dem Layer Gewässernamen.
4. ↑  
Schutzgebiete nach den einschlägigen Layern.

### Weitere Belege
1. 1 2  
Josef Schmithüsen: Geographische Landesaufnahme: Die naturräumlichen Einheiten auf Blatt 161 Karlsruhe. Bundesanstalt für Landeskunde, Bad Godesberg 1952. → Online-Karte (PDF; 5,1 MB)
2. ↑  Wassergesetz für Baden-Württemberg (WG) vom 3. Dezember 2013, Anlage 1: Verzeichnis der Gewässer erster Ordnung.
3. ↑  Wassergesetz für Baden-Württemberg (WG) vom 3. Dezember 2013, Anlage 3: Verzeichnis der Gewässer zweiter Ordnung in der Unterhaltung des Landes.
4. ↑  Klaus Kern: Ausgewählte LIFE-Maßnahmen zwischen Rheinstetten und Philippsburg. In: Landesanstalt für Umwelt, Messungen und Naturschutz Baden-Württemberg (Hrsg.): Lebendige Rheinauen. Natur, Kultur und LIFE am nördlichen Oberrhein. (=Naturschutz-Spectrum, Themen. Band 98) Regionalkultur, Ubstadt-Weiher 2010, ISBN 978-3-89735-615-3, S. 176–289, hier S. 207–211.
5. ↑  Bezeichnung der Rheindämme siehe Wassergesetz für Baden-Württemberg (WG) vom 3. Dezember 2013, Anlage 5: Verzeichnis der Hauptdämme.
6. 1 2 3 4  Karte des Rheinlaufes von Basel bis zur Grossh. Hessischen Grenze. In: Max Honsell: Die Korrektion des Oberrheines: Von der Schweizer Grenze unterhalb Basel bis zur Grossh. Hessischen Grenze unterhalb Mannheim; insbes. der Badische Antheil an dem Unternehmen. Braun, Karlsruhe 1885. (Digitalisat (Memento des Originals vom 19. Mai 2022 im Internet Archive)  Info: Der Archivlink wurde automatisch eingesetzt und noch nicht geprüft. Bitte prüfe Original- und Archivlink gemäß Anleitung und entferne dann diesen Hinweis., PDF, 53,2 MB)
7. ↑  Kern, LIFE-Maßnahmen. S. 207–211, 214.
8. ↑  Konrad Raab: Moore und Anmoore in der Oberrheinebene. (=Materialien zum Bodenschutz. Band 6). herausgegeben von der Landesanstalt für Umweltschutz Baden-Württemberg, Karlsruhe 1997, ISBN 3-88251-253-9, S. 75–77, 80 f.
9. ↑  Kern, LIFE-Maßnahmen. S. 244 f.
10. ↑  Raab, Moore und Anmoore. S. 72.
11. ↑  Die Schleusennamen bei: Regierungspräsidium Karlsruhe (Hrsg.): Retentionsraum Elisabethenwört (Rußheim). Abschlussbericht der Voruntersuchungen. Karlsruhe 1992, S. 33 (pdf, 17.3 MB).
12. 1 2  Michael Hassler: Der „große Morast“: Philippsburg und die kleine Pfinz. In: Dieter Hassler (Hrsg.): Wässerwiesen: Geschichte, Technik und Ökologie der bewässerten Wiesen in Kraichgau, Hardt und Bruhrain. Verlag Regionalkultur, Ubstadt-Weiher 1995, ISBN 3-929366-20-7, S. 312.
13. ↑  Gismar Eck: Pfinz-Saalbach-Korrektion. In: Innenministerium Baden-Württemberg (Hrsg.): Wasserwirtschaft in Baden-Württemberg. Wasserversorgung, Abwasserbeseitigung, Flussbau, Talsperrenbau, landwirtschaftlicher Wasserbau, Verwaltung, Organisation. Verwaltungs-Verlag, München 1969, S. 153–156.
14. ↑  Hans Schaal, Fritz Bürkle: Vom Wasser- und Kulturbau zur Wasserwirtschaftsverwaltung in Baden-Württemberg. 200 Jahre Wasserwirtschaft im Südwesten Deutschlands. Landesanstalt für Umweltschutz, Karlsruhe 1993, ISBN 3-88251-197-4, S. 46.
15. ↑  Berichte (Memento des Originals vom 26. Mai 2019 im Internet Archive)  Info: Der Archivlink wurde automatisch eingesetzt und noch nicht geprüft. Bitte prüfe Original- und Archivlink gemäß Anleitung und entferne dann diesen Hinweis. der Badischen Neuesten Nachrichten auf der Webseite des Freundeskreis Heimatgeschichte, Heimathaus Zehntscheuer e. V. Linkenheim-Hochstetten (abgerufen am 26. Mai 2019).
16. ↑  Topografisches Bureau Baden (Hrsg.); W. Winckens (Red.): Topographische Karte über das Großherzogthum Baden. Nach der allgemeinen Landesvermessung des Großherzoglichen militairisch topographischen Bureaus. Blatt 16: Karlsruhe. Karlsruhe 1838 (online).
17. ↑  Topografisches Bureau Baden (Hrsg.); V. Mayer (Red.): Topographische Karte über das Großherzogthum Baden. Nach der allgemeinen Landesvermessung des Großherzoglichen militairisch topographischen Bureaus. Blatt 11: Philippsburg. Karlsruhe 1838 (online);
Topografisches Bureau Baden (Hrsg.); W. Winckens (Red.): Topographische Karte über das Großherzogthum Baden. Nach der allgemeinen Landesvermessung des Großherzoglichen militairisch topographischen Bureaus. Blatt 16: Karlsruhe. Karlsruhe 1838 (online).
18. ↑  Siehe die Gemarkungsübersichten im Maßstab 1:10.000 für Linkenheim (1867), Hochstetten (1866) und Liedolsheim (1869) beim Generallandesarchiv Karlsruhe.
19. ↑  Topografisches Bureau Baden (Hrsg.): Meßtischblatt Nr. 45 Graben. Karlsruhe 1900 (online).
20. ↑  Topografisches Bureau Baden (Hrsg.); V. Mayer (Red.): Topographische Karte über das Großherzogthum Baden. Nach der allgemeinen Landesvermessung des Großherzoglichen militairisch topographischen Bureaus. Blatt 11: Philippsburg. Karlsruhe 1838 (online).
21. ↑  Landesanstalt für Umweltschutz Baden-Württemberg (Bearb.): Biologische Gewässergüte der Fließgewässer in Baden-Württemberg. Bearbeitungsstand: 2004. (PDF, 11,7 MB)
22. ↑  Sanierung des Linkenheimer Altrheins. Antrag der Abgeordneten Dr. Gisela Splett u. a. GRÜNE und Stellungnahme des Umweltministeriums. Landtag von Baden-Württemberg, Drucksache 14/5120 vom 18. September 2009 (PDF, 111 kB), S. 5, 6 (Zitat).
23. ↑  Pachtgewässer auf der Webseite der Sportfischervereinigung Huttenheim 1926 e. V. (Abgerufen am 6. Juni 2017)
24. ↑  Sanierung des Linkenheimer Altrheins, Landtagsdrucksache 14/5120, S. 4.